# Parafia św. Marcina w Chlewie
Parafia Świętego Marcina w Chlewie – parafia rzymskokatolicka znajdująca się w diecezji kaliskiej, w dekanacie Mikstat.